# Complexe militaro-industriel de la Russie

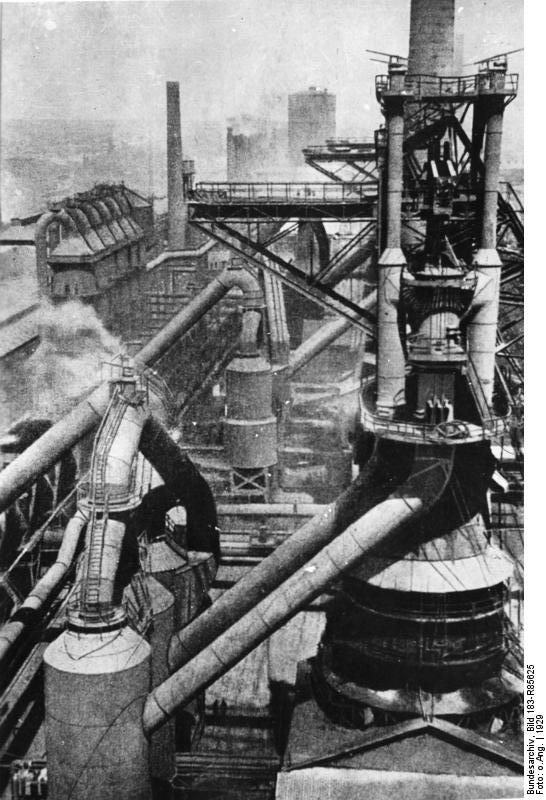
Le combinat métallurgique de Magnitogorsk (MMK) dans les années 1930. C'est alors la plus importante usine sidérurgique du monde.
Image : Bundesarchiv.

Le complexe militaro-industriel de la Russie hérite de la période de l'Union soviétique, qui a assuré la modernisation du pays après la révolution d'Octobre, son entrée de plain-pied dans une industrialisation massive orientée sur les moyens de production de l'industrie lourde, permettant de doter d'équipements efficaces l'Armée rouge.
La période de la guerre froide laisse apparaître une concentration imposante des matériels développés ainsi que, rétrospectivement, un certain nombre de catastrophes occultées par le régime (voir infra) ; vraisemblablement pour ne pas nuire à son prestige international et à son influence dans le monde. L'opacité était de toute façon de mise dans ce secteur stratégique de la Défense, qui a cherché à développer tout l'arsenal envisageable, la guerre bactériologique comprise.
Depuis la chute du bloc de l'Est, les composantes de ce complexe industriel ont en partie été reprises dans la Russie, au service de sa géopolitique nouvelle.
Les armes produites, comme le Su-27, commercialisées par l'agence Rosoboronexport, ont un grand succès à l'exportation. La technologie russe, qui apparaissait avant la guerre d'invasion en Ukraine comme solide et fiable, disposait d'une bonne réputation dans des domaines aussi variés que l'aviation, les blindés, les sous-marins, ou des systèmes de DCA — l'incapacité russe à mener à bien sa campagne d'invasion a fortement remis en question la qualité du système d'arme russe dans son ensemble,,. L'État russe garde un regard insistant sur le puissant complexe militaro-industriel, secteur stratégique, s'il en est, pour son économie. Il bénéficie de la volonté affirmée de refonder une armée au meilleur niveau technologique et de poursuivre et développer des capacités d'exportation qui font des grands groupes russes des leaders redoutables dans les domaines de l'aviation et des missiles.

## Sous la Russie impériale
Au sortir du Temps des troubles, un État russe centralisateur et pérenne apparaît, homologue des États voisins européens, sous l'égide de la dynastie Romanov.
Les premières tentatives de créer une flotte russe a lieu lorsque le premier trois-mâts construit en Russie fut lancé en 1636 sous le règne de Michel Ier de Russie. Ce navire fut construit à Balakhna (région de Nijni Novgorod) par le Danemark et le Holstein selon la technique utilisée en Europe occidentale. Ce navire fut nommé Frederik. Sa carrière fut très courte, lors de son voyage inaugural, au cours d'un violent orage, le Fréderik coula en mer Caspienne.

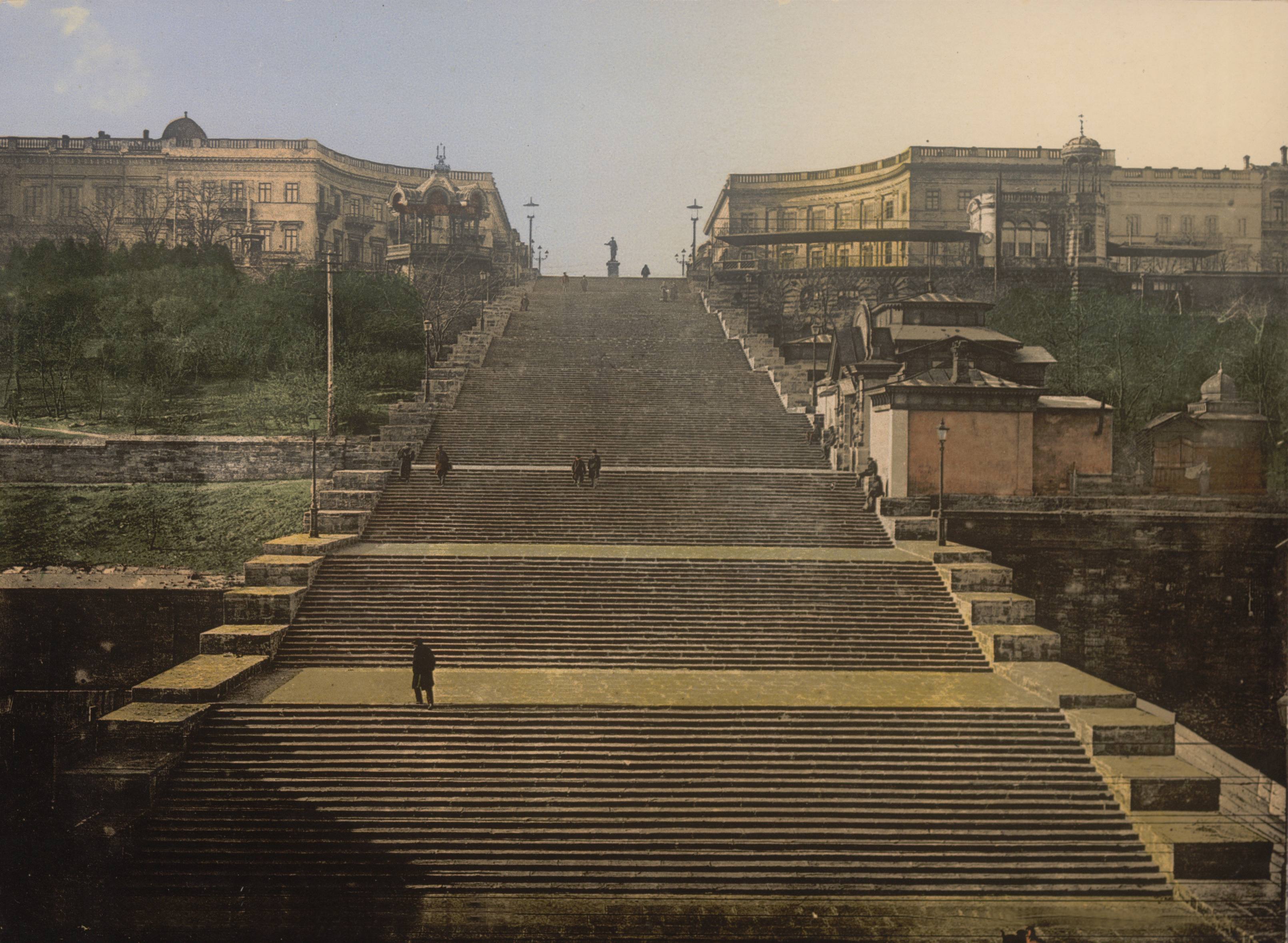
Odessa, port franc d'Ukraine, abrite les chantiers navals de la Russie tsariste dans la mer Noire. La mutinerie des ouvriers de 1905 est un signe avant-coureur de la révolution russe. Long de 142 mètres, le monumental escalier de pierre appelé à l'époque l'escalier Richelieu (1834-41) a été rendu célèbre par Sergei Eisenstein dans son film Le Cuirassé Potemkine (1925).

Au cours de la guerre russo-suédoise (1656-1658), les forces russes se saisirent des forteresses suédoises de Dunaburg et Kokenhausen (renommée Tsarevitch Dmitriev) dans la Dvina occidentale. Le boyard, Afanassi Ordine-Nachtchokine fonda un chantier naval à Tsarevitch Dmitriev et commença la construction de navires destinés à la navigation en mer Baltique. Au terme de ce conflit, la Russie et la Suède signèrent le traité de Kardis le 12 juin 1661, la Russie fut dans l'obligation de restituer les territoires conquis à la Suède au cours de cette guerre, ils furent contraints de détruire les navires présents au chantier naval de Tsarevitch Dmitriev.
Afanassi Lavrentievitch Ordine-Naschokine ne perdit pas espoir, il porta son attention sur le fleuve Volga et la mer Caspienne. Après avoir reçu l'approbation du tsar, le boyard fonda son chantier naval à Dedinovo (situé à la confluence de la rivière Oka et de la Volga). La construction des navires débuta à l'hiver 1667. En 1669, la construction de quatre navires, la frégate Orel (Орёл) et trois petits navires, fut achevée. L'Orel connut le même sort que le Frederik, à Astrakhan, le bâtiment de guerre fut capturé et incendié par les Cosaques de Stenka Razine.
La modernisation de la Russie impériale a débuté sous le règne de Pierre le Grand à la fin du XVIIe siècle qui voulait que son pays rattrape à marche forcée l'Europe. Il fit construire un chantier naval à Arkhangelsk en 1694 et fonda la marine impériale de Russie.

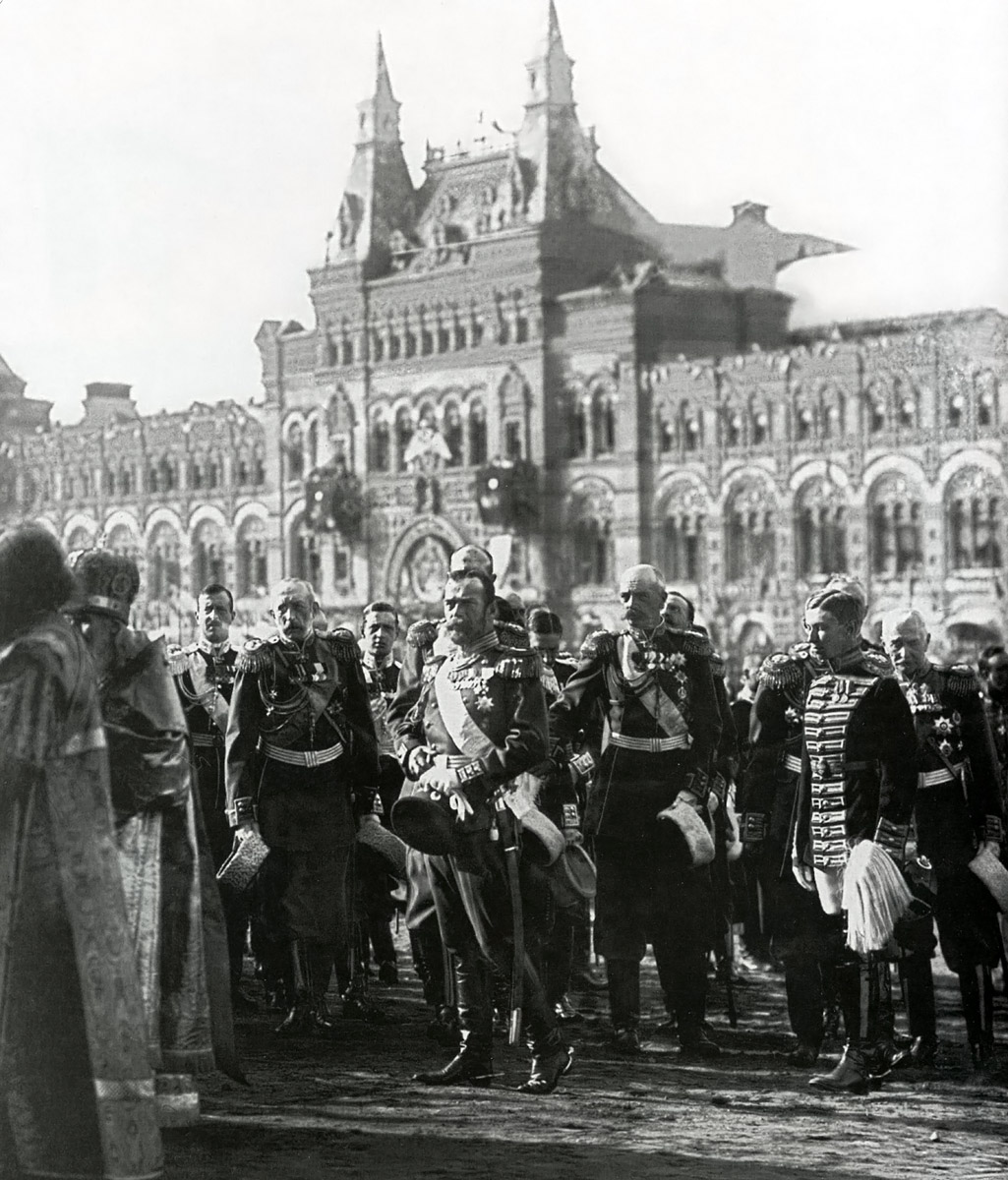
Nicolas II célèbre sur la place Rouge les 300 ans de la dynastie Romanov en 1913.

Entre 1702 et 1704, un petit nombre de chantiers navals virent le jour dans les estuaires des fleuves Sias, Louga et Olonka. Afin de protéger les côtes des attaques ennemies et vaincre l'adversaire en mer Baltique, une flotte de voiliers fut construite en Russie et d'autres également achetés dans d'autres pays étrangers. En 1703-1723, la base principale de la flotte de la Baltique fut Saint-Pétersbourg, puis Kronstadt. De nouvelles bases furent établies à Vyborg, Helsingfors (Helsinki), Revel (Tallinn) et Åbo. Initialement, le département Vladimirsky était chargé de la construction navale, il fut transféré au département de l'Amirauté et en 1745, la Marine russe possédait 130 bateaux à voiles.
La mer Noire, seul accès en eaux chaudes de la Russie impériale, devient un verrou stratégique pour l'amirauté : s'y développent la citadelle de Sébastopol et le port d'Odessa pour en assurer le contrôle permanent.
L'expansion du transport ferroviaire permet de surmonter en partie les difficultés logistiques d'un immense empire continental. Les emprunts d'État russes, dont les plus importants sont émis entre 1888 et 1914 avec le soutien de la France, permettent le développement des secteurs stratégiques. Les gisements pétroliers de Bakou font de l'Empire russe un des premiers grands producteurs d'hydrocarbures.
La société Poutilov est aidée par l'entreprise française Schneider à partir de 1897 pour aider au développement de l'artillerie.
En 1915, l'aide technique de l'entreprise française réorganise les industries d'armement de Pétrograd autour de la firme Poutilov. Mais en octobre 1916, la carence de la logistique est manifeste : la production d'obus est seulement de 35 000 par mois alors que les besoins sont de 45 000 par jour, on compte dans certaines unités un fusil pour trois hommes, la carence de réseaux ferrés et de l'intendance posent d'énormes problèmes, l'inflation a atteint les 300 % depuis le début de la guerre, mais les salaires ont seulement doublé. Malgré tout, notent les observateurs, l’industrie a réussi, en partie, en 1916 sa reconversion à la production de guerre, mais trop tard pour éviter l'effondrement du front de l'Est.

## Intégration aux plans quinquennaux de l'URSS
La priorité donnée à l'industrie de l'armement en URSS a fait l'objet d'une planification, permettant d'assigner la priorité aux forces armées tout en assurant le développement des infrastructures d'un pays à l'étendue gigantesque.
Ce sont les successifs plans quinquennaux qui ont défini cette priorité, à partir des années 1930, sous l'égide administrative du Gosplan.
Si l'essor des divisions de l'Armée rouge, sortie vainqueur au lendemain de la Première Guerre mondiale des guerres contre les Armées blanches appuyées par les puissances de l'Europe de l'Ouest, a pu s'effectuer à partir d'un équipement de bric et de broc à partir de l'improvisation des troupes bolcheviques de l'époque révolutionnaire, leur ténacité dans les combats a permis de transférer l'image du rouleau compresseur russe de l'armée du tsar à l'armée soviétique.
L'URSS naissante a ainsi pu, dès la fin de la guerre civile russe, engager d'autres combats tels que la guerre russo-polonaise de 1920, et le soutien du parti finlandais acquis à sa cause dans la guerre civile finlandaise. Les contingents de l'armée étaient cette fois dotés d'armements plus conventionnels. C'est la situation dans laquelle se trouve l'armée lorsqu'en avril 1922, Joseph Staline devient secrétaire général du parti, puis, par une évolution graduelle de ce poste, le maître absolu de l'Union.
Parallèlement au traité de Rapallo entre l'URSS et la république de Weimar (16 avril 1922) sont signés différents accords militaires secrets entre l'URSS et l'Allemagne (commencés en 1919 mais aboutissant en 1921-1922, ils disparaitront avec l'arrivée d'Adolf Hitler au pouvoir). Contre l'appui technique des ingénieurs allemands, les Soviétiques leur permettent de contourner le Traité de Versailles (1919) ; les Allemands peuvent en effet concevoir et tester des armes qui leur sont normalement interdites, sur le sol russe (de 1924 à 1932) :
- des usines sont créées : plusieurs firmes allemandes (Krupp AG, Rheinmetall-Borsig, Daimler…) créent ainsi des prototypes de chars d'assaut, testés sur le sol russe. Camouflés sous des noms anodins, les Grosstraktor I, II et III, ainsi que le leichte traktor, vont paver la voie aux futurs Panzers : le Pz I est ainsi rapidement créé en 1934.
- En 1923, la société Junkers implanta ainsi une usine de construction aéronautique à Fili, au sud de Moscou. Elle introduisit la production en série, et la construction d'avions métalliques dans ce pays. Les Soviétiques en prirent finalement possession, en mars 1927, pour la placer sous la direction d'Andreï Tupolev.
- En 1926, la société BMW cède à l'Aviatrust la licence de production de son moteur d'avion BMW VI, dont dériveront aussi bien le Mikulin M39 qui équipera le fameux Sturmovik que le diesel V2 (en) du char T34[9].
- Kama (près de Kazan) devient un lieu d'entraînement pour les chars.
- Lipetsk permet de développer une aviation de combat moderne. Ce centre de formation et d'expérimentation militaire servit à l'entraînement des jeunes pilotes allemands jusqu'à sa fermeture, en 1933.
- Saratov sert de zone de test pour les gaz de combat.

La modernisation de l'armée soviétique pâtit lors des Grandes Purges vraisemblablement de la perte de cadres techniques qui auraient pu l'orchestrer (Staline réclame la tête de Mikhaïl Toukhatchevski lors des procès de Moscou, alors que ce dernier aurait pu développer l'arme blindée), propulsant à la tête de l'industrie de l'armement des personnalités plus conciliantes politiquement, tel Kliment Vorochilov. Ayant évalué que la durée de vie moyenne d’un moteur de char de combat était de moins de 45 minutes, les ingénieurs se refusent à peaufiner leurs mécaniques et font rustique, simple, robuste, et de plus, ils standardisent, ce raisonnement ne concernant pas que les moteurs.

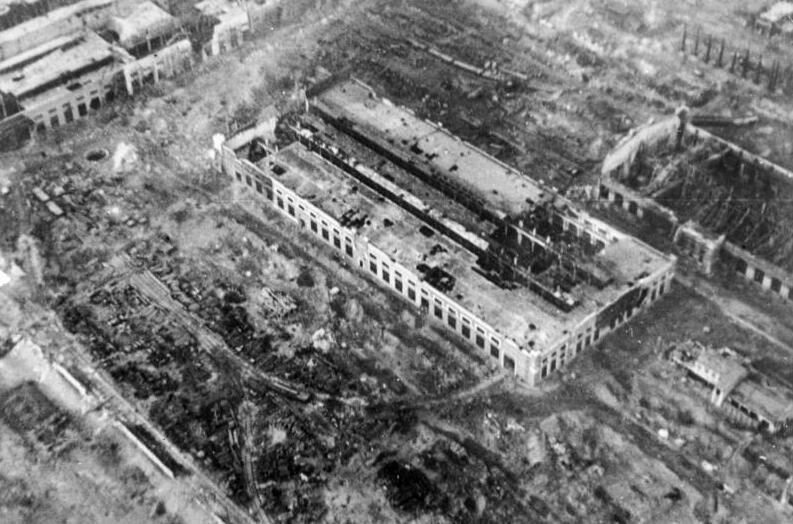
Usine dévastée par des bombardements de Stukas à Stalingrad, photo prise en novembre 1942. Malgré les bombes (la ville est frappée depuis le mois de juillet), le bâtiment d'assemblage est toujours debout. S'en prenant aussi bien au symbole d'une ville portant le nom du leader ennemi qu'à la capacité de production industrielle — cette guerre est autant économique qu'idéologique — la prise de la ville de Stalingrad tourne à l'obsession pour Hitler, quitte à y fixer ses meilleures unités ; aspect que Joukov dans sa contre-offensive en tenaille exploitera pleinement.

À l'origine, le budget soviétique de la défense avait été fixé pour 1934 à 1,6 milliard de roubles. Il fut ensuite élevé à 5 milliards de roubles. Ensuite, c'est la croissance constante : 6,5 milliards en 1935, 14 milliards en 1936, 40 milliards en 1939. Le budget militaire de 1940 est amené à 56,1 milliards de roubles. Et le 25 février 1941, le ministre des Finances, Zverev, propose au Soviet suprême des crédits militaires de 71,9 milliards de roubles, soit un tiers du budget de l'État soviétique.
Le 18e congrès du Parti communiste de l'Union soviétique avait décidé, en mars 1939, de donner la priorité absolue à l'industrie militaire. Le taux de croissance de l'industrie avait été fixé à 13 %. Celui de l'industrie militaire à 39 %.
L'invasion allemande a pour effet sur l'économie soviétique d'abandonner le 3e plan quinquennal, amorcé en 1938 : l'URSS se tourne brusquement vers une économie de guerre seulement destinée à subvenir à ses besoins pour assurer sa survie.

## Économie de guerre
L'opération Barbarossa a gravement porté atteinte aux capacités de production d'armement de la Russie soviétique, puisque les nazis occupaient 30 % du territoire de la Russie d'Europe, à fin 1942. Staline lança des directives impitoyables pour déplacer un total de 1 523 usines par convois de train et les réimplanter en urgence dans des territoires à l'Est, jusque-là vides d'industries, jusqu'en Oural et en Sibérie. Les paysans devaient détruire leurs isbas avant de fuir, appliquant les ordres staliniens de réduire à une terre brûlée les zones prises par l'ennemi.
Surpris par le revirement d'Hitler, Staline pensait avec le pacte Molotov-Ribbentrop avoir plus de temps pour se préparer à un conflit pourtant annoncé idéologiquement. Après avoir annoncé à son peuple qu'il faisait face à un conflit qui déciderait de son existence même, la Grande Guerre patriotique, la guerre se poursuivit dans les villes au cœur même des usines d'assemblage des chars, où parfois dans les villes assaillies les combats s'engageaient ; ce fut le cas à Stalingrad avant la destruction de l'usine de chars par la Luftwaffe.

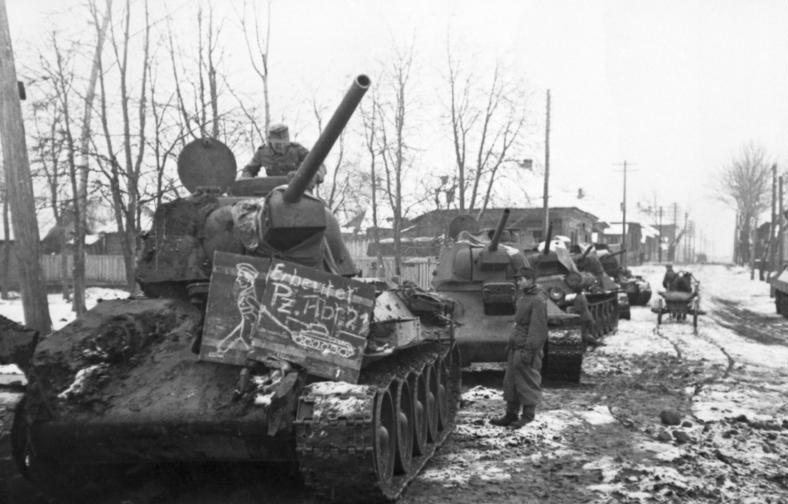
En janvier 1944, les forces allemandes équipent un bataillon de chars russes T-34 pris à l'ennemi : le panneau sur le premier char indique ironiquement Erbeutet Pz.Abt. 21.

Les services secrets allemands avaient cependant mal renseigné Hitler qui, avant de se lancer dans l'offensive, ignorait l'existence du T-34, mauvaise surprise pour la Wehrmacht qui pendant les deux premières années de campagne n'avait pas de char pouvant percer son blindage (seul le canon antiaérien de 88 pouvait l'atteindre significativement). Ces engins viennent s'ajouter aux chars lourds KV-1 qu'affrontent les divisions blindées dans leur progression dans les steppes d'Ukraine et de Russie. À la hâte, les Allemands improvisent un chasseur de chars monté sur châssis de Panzer II qui équipe leurs divisions pendant l'été 1942, le Marder II ; mais l'armée allemande ne put aligner un concurrent fiable sur les champs de bataille de l'Est face au T-34 qu'en 1943 avec l'introduction des premiers chars Tigre équipés du calibre antiaérien de 88 mm. Le succès de ce char moyen a influencé les stratèges tels que Joukov pour les employer en tant que char de bataille principal, option militaire qui connut son zénith pendant la gigantesque bataille de Koursk. À ce moment, les deux belligérants avaient réorganisé leurs batteries de canons antichars en pakfronts, pour les optimiser tactiquement.
Les icônes promues par le régime changent et passent du productivisme représenté par Alekseï Stakhanov lors des années 1930 à Vassili Zaïtsev en page de garde des gazettes, équipé de son fusil Mosin-Nagant de tireur d'élite, assorti d'un palmarès mortel.
La Grande Guerre patriotique fut une saignée abominable en hommes, mais également une guerre terrestre, industrielle de matériels déployés sur de grandes étendues. Le régime nazi y épuisa jusque les trois quarts de ses forces, sans pouvoir porter le coup décisif à une Armée rouge qui fit preuve d'un renouvellement de ses forces à compter du printemps 1943, en partie grâce aux matériels qui parvenaient par voie maritime, grâce aux convois de l'Arctique sur les ports d'Arkhangelsk et de Mourmansk et par voie terrestre par les routes de l'Iran; mais également par le relèvement de sa production industrielle propre qui, à partir de 1943, égale celle du IIIe Reich avant de la surpasser.
En effet, la capacité de fabrication soviétique s'est montrée largement supérieure à son adversaire. Voici un comparatif de la production Allemagne nazie/Union soviétique sur la période 1941-1945 en milliers d'unités :
- Fusils : 8 525/ 12 139 ;
- pistolets-mitrailleurs: 1 098/ 6 174 ;
- Mitrailleuses : 1 097/ 1 516 ;
- Mortiers : 73/ 351,8 ;
- Blindés : 43,4/ 102,8 ;
- Avions : 80,6/ 112,1.

Ce tableau en image donne un comparatif Allemagne nazie/États-Unis/Union soviétique sur les quatre « années pleines » de guerre :

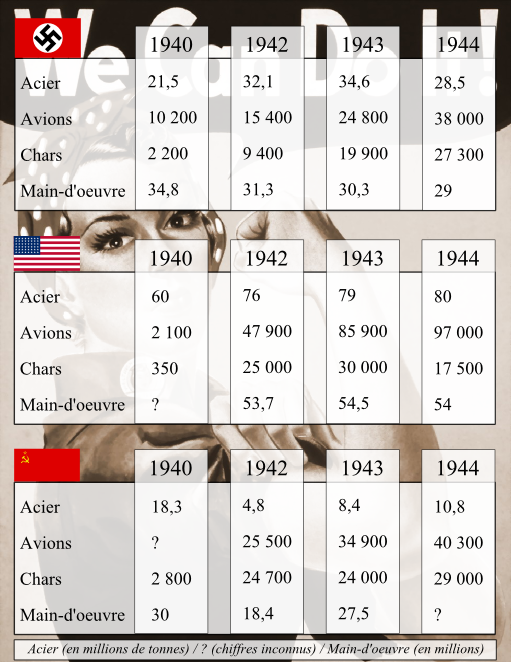
L'effort de guerre industriel de l'Allemagne, des États-Unis et de l'URSS.

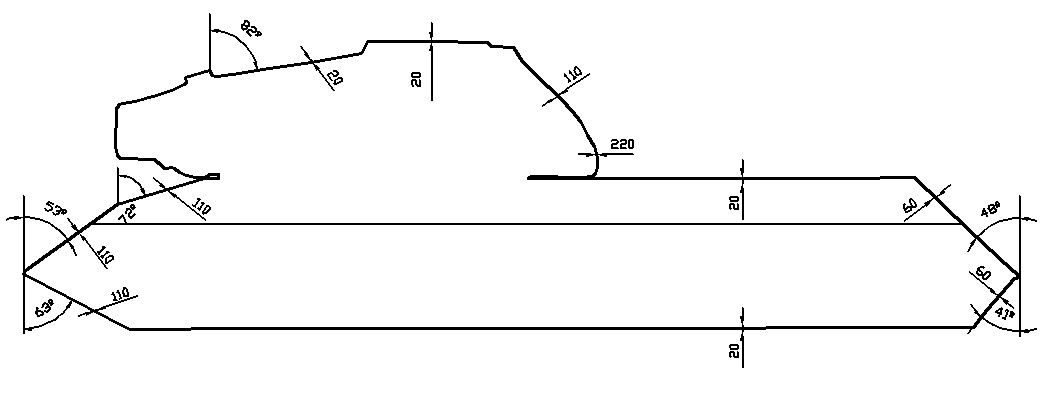
Schéma de profil montrant les différentes épaisseurs du blindage de l'IS-3.

Les concepts militaires qui avaient fait le succès des victoires allemandes jusqu'alors atteignirent leurs limites en Russie, notamment celui de la Panzerdivision que l'État-major tenta d'étendre avec celui d'armées blindées (les Mot Pulk), transposant les « Fronts » organisant l'Armée rouge. Mais les Soviétiques purent reprendre le dessus avec des matériels concurrents, présents en grandes quantités.
La contre-offensive soviétique libérant le sol de la patrie, un polygone d'études et d'essais de blindés peut reprendre son activité à Koubinka. Ce centre élabore un successeur au char Josef Stalin : à la fin de la guerre, l'URSS faillit aligner sur le champ de bataille à Berlin des chars lourds tels que le Iosef Stalin III à la coupole ovale et au blindage avant incliné en diagonale, conçu pour faire ricocher les obus frontaux ; ce char qui impressionna les Alliés lors du défilé de la victoire à Berlin en septembre 1945 fait la démonstration que la filière soviétique était parvenue à un niveau d'achèvement qui n'avait rien à envier à son concurrent de la filière nazie : le Tigre royal, 6e génération.

## Retour aux plans quinquennaux en 1946
L'année 1946 voit le retour à une planification économique visant d'abord à effacer les séquelles de la guerre. Les deux premiers plans d'après-guerre ont pour objectifs de porter l'URSS au rang de première puissance industrielle en 1960.
Se reporter à l'article Quatrième plan quinquennal de l'URSS
Le but est de donner des bases économiques solides aux groupes d’armées soviétiques, dispersés en majorité dans les régions frontalières du pays. En outre, la dispersion géographique des usines doit les rendre moins vulnérables aux bombardements atomiques ou conventionnels de l’aviation stratégique américaine. La richesse industrielle est à peu près répartie par moitié entre l’est et l’ouest de l’Oural, alors qu’elle était, auparavant, concentrée en majorité dans la partie occidentale de l’URSS.
Mais un autre objectif sur le plan de la compétition militaire et technique concerne Staline : les deux superpuissances se lancent en effet bien vite dans la course aux armements. Absent des acteurs ayant participé à la course à la bombe, l'URSS sous l'impulsion de Staline concrétisa un projet de bombe atomique initié avec les scientifiques Andreï Sakharov et Igor Kourtchatov. Elle rattrapa son retard sur le projet Manhattan américain avec l'aide de ses services secrets militaires (le GRU) par l'espionnage en 1945, en regroupant ses efforts sur le site 550, pour aboutir à des essais concrets en 1949.
Dès lors, la compétition technologique devient une affaire de filière balistique liée à la portée et aux facultés destructrices cumulées des missiles conventionnels ou atomiques.
Une note de 1950 évalue le total des dépenses militaires indirectes à environ 149 milliards de roubles, dont 80 milliards pour l’économie nationale et notamment pour l’industrie lourde et 45 milliards pour la culture sociale, au chapitre duquel sont intégrés les crédits de la recherche scientifique; le total des dépenses militaires soviétiques comprises dans le budget d’État se situerait cette année-là entre 200 et 220 milliards de roubles, soit environ de 50 % de ce budget.
L'industrie de l'armement soviétique n'est plus destinée à fournir de l'armement qu'à la seule Armée rouge, mais dès lors à l'ensemble des pays tombant dans la sphère d'influence du bloc de l'Est, et ce jusque l'équipement des guérillas marxistes sud-américaines ou au Mozambique.
À partir des débuts de la guerre froide, la capacité guerrière de l'URSS fait l'objet dans les cercles diplomatiques du monde occidental d'une évaluation permanente, sous les termes d'un rapport de forces entre le nombre de divisions blindées, puis bientôt le nombre global de MIRV alignées, pour le cas de l'Europe, entre le Pacte de Varsovie et les forces de l'OTAN.
La puissance militaire du Pacte de Varsovie est constamment comparée à celle de son rival potentiel, la disproportion des forces avec celles stationnées en Europe occidentale fait les choux gras des conversations dans les salons diplomatiques, comme si la confrontation devait toujours avoir lieu le lendemain. Perspective qui, en quarante ans de paix armée pendant la durée de guerre froide, faillit se concrétiser à deux reprises : à l'occasion de la crise des missiles de Cuba, et lors des alertes côté soviétique lorsque l'OTAN réalisa des manœuvres en 1983.
Le complexe militaro-industriel soviétique a également fourni son ossature pour le développement du programme spatial soviétique, développé en partie avec l'aide des scientifiques allemands récupérés par le département 7 au lendemain de la dernière guerre. Cette compétition avec les États-Unis, sur un plan autre que guerrier, a mobilisé considérablement les ressources pour des questions de prestige international, les années 1960 en point d'orgue.

## Tutelle politique

### De l'URSS à la Russie
La Commission militaro-industrielle de la fédération de Russie (VPK RF) comprenant huit ministères sectoriels - dont le ministère des Constructions mécaniques fondé en 1965 - et un comité d'État est aboli en tant que tel le 20 mars 1992 avec la dissolution des structures de l'Union soviétique.
À l'automne 1991 est constitué le ministère de l'Industrie de la fédération de Russie puis en octobre 1992 le Comité russe pour les industries de défense (RosKomOboronProm) regroupant les huit ministères du VPK qui deviendra en septembre 1993 le Comité d'État pour les industries de défense (GosKomOboronProm).
Celui-ci est dissous à son tour dans le ministère de l'Industrie de défense en mai 1996.
Le 17 mars 1997, celui-ci est absorbé par le ministère de l'Économie via deux vice-ministres.
Le 17 mars 2001, le ministère de l'Industrie, des Sciences et Technologie reprend en charge le CMI via le département de l'économie de l'industrie de défense et le département de coordination du développement de la réforme du CMI.
Il dispose à cette date de cinq agences :
- Agence pour les systèmes de contrôles (RASU) ; chargée des radars, de l'électronique et de l'informatique à usage militaire, elle contrôle 256 sociétés publiques et 506 sociétés par actions regroupant 450 000 employés, dont 150 000 chercheurs ;
- Agence aérospatiale (RAKA ou Rosaviakosmos) ; 106 bureaux d'études et instituts de recherche et 324 usines de constructions aéronautiques ;
- Agence pour les munitions : Munitions et produits chimiques spéciaux. Chargé également du désarmement chimique ;
- Agence pour les armements conventionnels (RAOV) : Environ 1 500 entreprises ;
- Agence pour les constructions navales[22].

Concernant les ventes à l'étranger, Rosoboronexport (nom officiel en russe : Федеральное государственное унитарное предприятие Рособоронэкспорт Kurzform ФГУП Рособоронэкспорт) est l'agence russe chargée des exportations du matériel militaire créé par décret par le Président de la Russie le 4 novembre 2000 succédant aux agences de l'ère soviétique chargées de cette activité.
- Exemple  : le groupe Rostekhnologii possède ainsi plus de 400 filiales dans les domaines de l'industrie de l'armement et des matières premières stratégiques.

## Recherche technologique
La filière Recherche appliquée, quels que soient les domaines concernés, était organisée selon les OKB, Опытное Конструкторское Бюро (bureau d'étude expérimental).
La recherche en armements militaires et haute technologie était promue dans les universités grâce à la garantie d'un niveau de vie incitatif.
Certains secteurs tels l'électronique civile dans les années 1970 accusaient un retard par rapport au monde libre, qui fut comblé au moyen de rétroconception par des ingénieurs du secteur militaire.

## Composantes

### Construction navale
Odessa est une base navale héritée de la fin du régime tsariste en Russie, qui lui donne un accès aux mers chaudes par la voie de la mer Noire. Hormis les voies navales des pays baltes, le seul moyen pour l'URSS de se soustraire de l'enclave des mers gelées passe par le port de Mourmansk à l'ouest, et Vladivostok à l'est dans l'océan Pacifique.

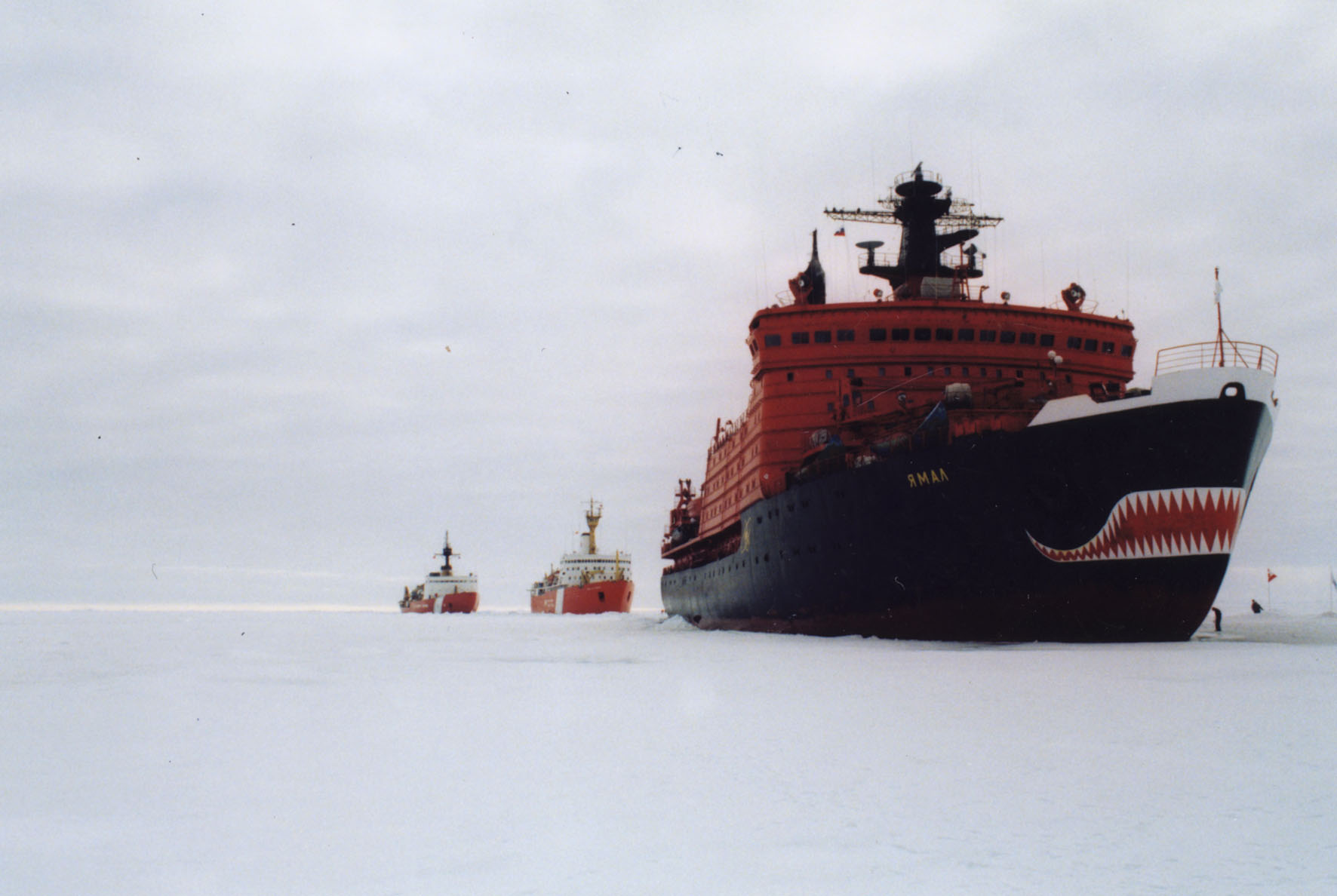
Trois brise-glace, le Yamal russe à propulsion nucléaire en tête, suivi de navire canadien et américain, se sont donné rendez-vous le 1er août 1994 pour tracer une route dans l'océan Arctique occidental, non loin du pôle Nord.

L'URSS, afin de pouvoir relier ces deux ports par la voie maritime nord arctique, prise dans les glaces la plupart de l'année, fut le seul pays à développer une filière à exploitation civile de brise-glace polaires à propulsion nucléaire. Le premier d'entre eux fut le Lénine, mis à flot en 1957. Quoique l'activité ait été transférée à des entreprises du civil après la chute de l'Union, l'avènement de ces brise-glace est dû à l'économie planifiée et au transfert par le CMI soviétique de la technologie des réacteurs nucléaires équipant les bâtiments navals militaires.
Quoique ce ne soit pas le fer de lance des Forces militaires navales de l'URSS (russe : Военно-морской флот СССР, Voïenno-morskoï flot SSSR), l'URSS disposa de porte-avions après la Seconde Guerre mondiale.
L'URSS n'a pas su développer de filière de retraitement pour ses déchets radioactifs, transformant les eaux proches de l'île arctique de la Nouvelle-Zemble en cimetière des éléphants pollué par ses épaves obsolètes.
Depuis 2008, la filière de la construction navale russe comprend environ 170 entreprises – dont 45 chantiers navals – employant plus de 200 000 personnes, le tout au service de la Flotte maritime militaire. L’essentiel de l’activité est concentré dans le nord du pays (Baltique, mer Blanche et région de Mourmansk). La conception des navires est assurée par des instituts et des bureaux d’études de Saint-Pétersbourg et les réparations de tous types de bâtiments se font habituellement aux chantiers Zvezdotchka (Severodvinsk) et Zvezda (Bolchoï Kamen). La construction des sous-marins a lieu au chantier Sevmach pour les SNLE, aux chantiers de l’Amirauté (Saint-Pétersbourg) et à Krasnoe Sormovo (Nijni Novgorod) pour le conventionnel. La construction des bâtiments de surface (de classe corvettes à destroyers) se fait à Saint-Pétersbourg au Chantier du Nord ou à l’Usine de la Baltique, ainsi qu’à Iantar (Kaliningrad). Sevmach, qui a obtenu le retrofit du porte-aéronefs Amiral Gorshkov vendu à l’Inde, construira les futurs grands bâtiments de surface de la Marine russe en substitution du chantier ukrainien de Mykolaïv. Quant à la production de petits navires, elle a lieu à l’intérieur des terres, en particulier sur la Volga (chantiers de Rybinsk, Iaroslavl, Zelenodolsk).
Une composante spéciale et historique de ces arsenaux navals concerne le déploiement de la flotte de sous-marins russes, notamment pendant la guerre froide.

#### Les sous-marins de la guerre froide

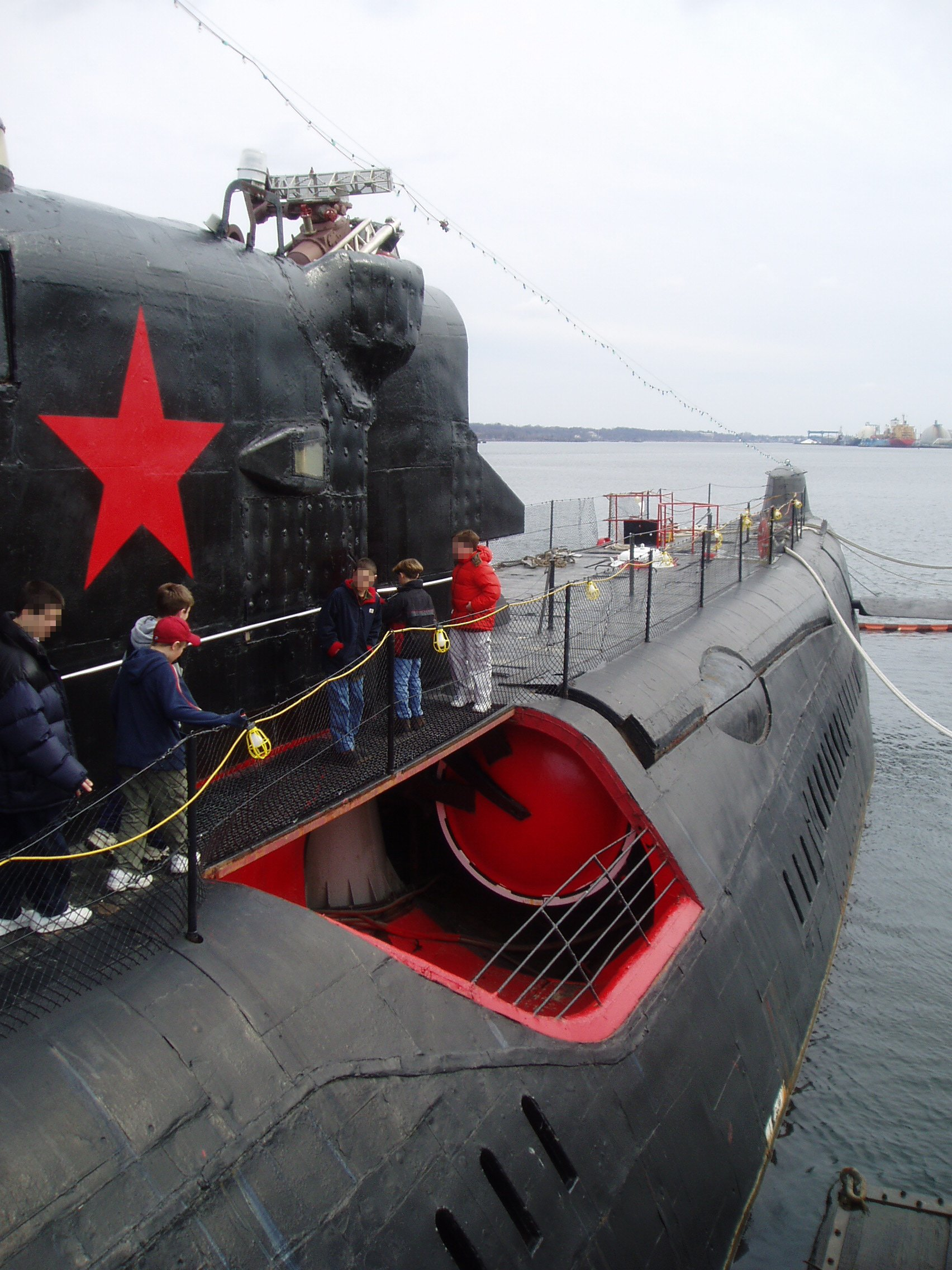
Un sous-marin soviétique de classe « Juliette » exposé à Providence, Rhode Island ; photo prise en 2004. Cinquante années auparavant, des sous-marins armés et arborant l'étoile rouge pouvaient évoluer dans ces eaux.

Au XXe siècle, 1 109 sous-marins ont été construits par la Russie/URSS, soit 19 % du total mondial, dont 51 avant la révolution, 206 entre 1917 et 1941, 56 pendant la Grande Guerre patriotique, 734 après la fin de la Seconde Guerre mondiale dont 250 à propulsion nucléaire navale.
L'un des principaux concepteurs des sous-marins soviétiques est le bureau d'étude Rubin.
L'Union soviétique tente de mettre à profit son avènement dans l'ère nucléaire en développant très tôt une classe de sous-marins permettant de projeter la force de frappe nucléaire sur le territoire nord-américain. La classe de sous-marin de code OTAN Juliette (en), correspondant au projet soviétique numéro 651, est entreprise à cet objet à la fin des années 1950. La propulsion de ces sous-marins est alors assurée par deux moteurs Diesel.
Durant la guerre froide, quatre chantiers navals fabriquaient les sous-marins à propulsion nucléaire.
Le premier, Sevmash (anciennement chantier naval no 402) à Severodvinsk, en produit depuis 1955. Le chantier Amourski (anciennement chantier naval no 199) à Komsomolsk-sur-l'Amour et a une subdivision à Bolchoï Kamen, près de Vladivostok. Ils ont aussi été construits au chantier Krasnoe Soromovo (anciennement chantier no 112) de Nijni Novgorod et aux chantiers de l'Amirauté (anciennement chantiers navals nos 194 et 196) à Leningrad depuis 1960.
Le premier sous-marin nucléaire lanceur d'engins, le K-19, est affrété en 1961, mais connait un grave accident dans son circuit de refroidissement. Il correspond à la classe Hotel, et au projet soviétique 658.
Les fonds marins deviennent pendant la période la plus « glacée » de la guerre froide, évoquant ainsi les relations bilatérales entre les Deux Grands, le théâtre d'une guerre sous-marine non déclarée, composée d'une succession de classes de sous-marins dont les performances en furtivité, silence, détection sonar, épaisseur de blindage d'étanchéité, profondeur atteinte, et portée de torpilles ont constitué une compétition technologique à part entière. Les amiraux visaient à dépasser l'ennemi de l'autre camp pour atteindre la suprématie sous-marine, et pouvoir le frapper en tout point du globe. En marge de cette guerre, la cartographie des grands fonds marins et de la banquise a largement profité de l'affrontement secret qui s'est déroulé.
Dans la zone de l'Extrême-Orient russe, la péninsule du Kamtchatka devient à la fin du XIXe siècle une zone spéciale, dont le positionnement devient stratégique pour l'État tsariste puis soviétique. Notamment le port de Petropavlovsk-Kamtchatski destiné à héberger les sous-marins et les « chalutiers de pêche », curieusement équipés de radars, opérant dans l'océan Pacifique. Le voisin immédiat est le Japon, avec lequel l'URSS a un contentieux territorial longtemps maintenu concernant la tutelle des îles Kouriles. Ce contentieux fut d'autant plus vif que la période de l'occupation américaine du Japon plaçait le rival de la guerre froide dans les mêmes eaux toutes proches.
En 1980 apparaissent graduellement six sous-marins de grande dimension dans l'arsenal des flottes soviétiques, ce qui relance la guerre sous-marine secrète évoquée précédemment sur le plan technologique : ce sont des bâtiments de la Classe OTAN Typhoon, projet soviétique 941, de dénomination russe ТРПКСН 941 Classe Akula (requin). Le blockbuster hollywoodien À la poursuite d'Octobre rouge basé sur un roman de Tom Clancy, sort en 1990 et imagine un septième sous-marin de classe Typhoon, qui serait propulsé par « la chenille », technologie supposément indétectable au sonar, basée sur l'hydrojet ou la magnétohydrodynamique. Dans le film, l'ensemble de la flotte soviétique du Nord se lance à la poursuite de l'Octobre rouge.
Cette évocation par le cinéma américain de la technologie soviétique est flatteuse, mais elle sera contrée dix ans plus tard par une réalité plus triste.
La tragédie du Koursk vécue le 12 août 2000 en mer de Barents à l'occasion de manœuvres, à rebrousse-poil de l'agenda médiatique du nouveau pouvoir politique russe, laisse entendre un déclassement de la filière, éventuellement dû à un vieillissement des équipements ou à des défauts de maintenance. Le Koursk était un bâtiment de classe OTAN « Oscar », correspondant au projet soviétique 949. Le pouvoir russe est également révélé dans cette épreuve sans moyens pour venir à la rescousse des marins survivants, prisonniers du tombeau noyé. La tempête médiatique qui a suivi le naufrage et la réaction de la population russe amène de toute façon le Kremlin à réviser sa copie compte tenu du ressentiment de son opinion publique, l'ère des secrets d'État enfouis sous les profondeurs semblant dépassée.
Cette nouvelle copie semble être la classe Boreï, projet russe numéro 955, dans la droite ligne de la numérotation soviétique. Le premier sous-marin de la série a entamé ses essais le 19 juin 2009.

### Armement terrestre

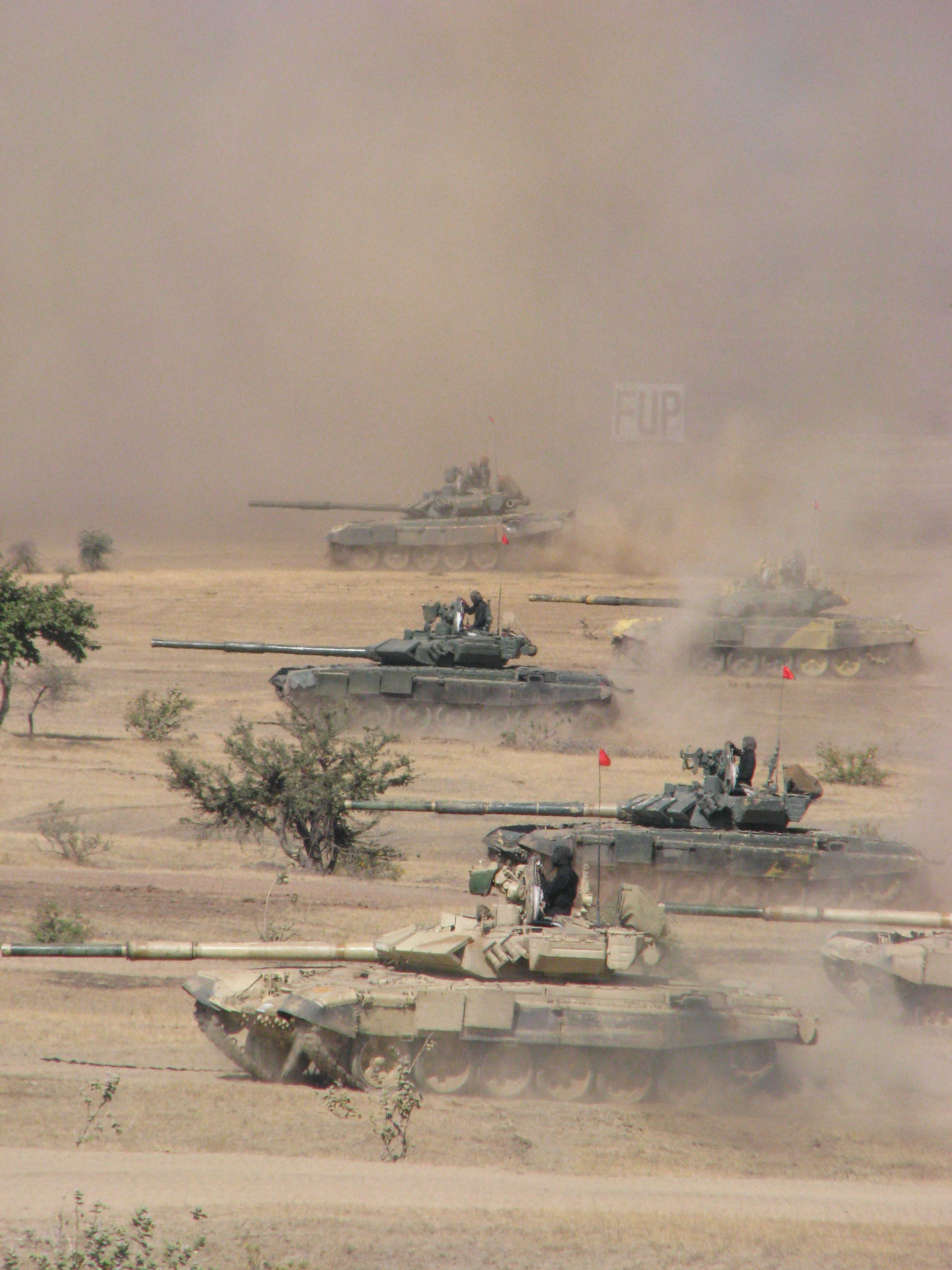
Chars T-90 en manœuvre dans l'armée indienne, photo prise en 2008. La, constante géopolitique depuis l'indépendance de ces États, remplit les carnets de commandes des marchands d'armes ; le CMI russe ne fait pas exception.

#### Blindés

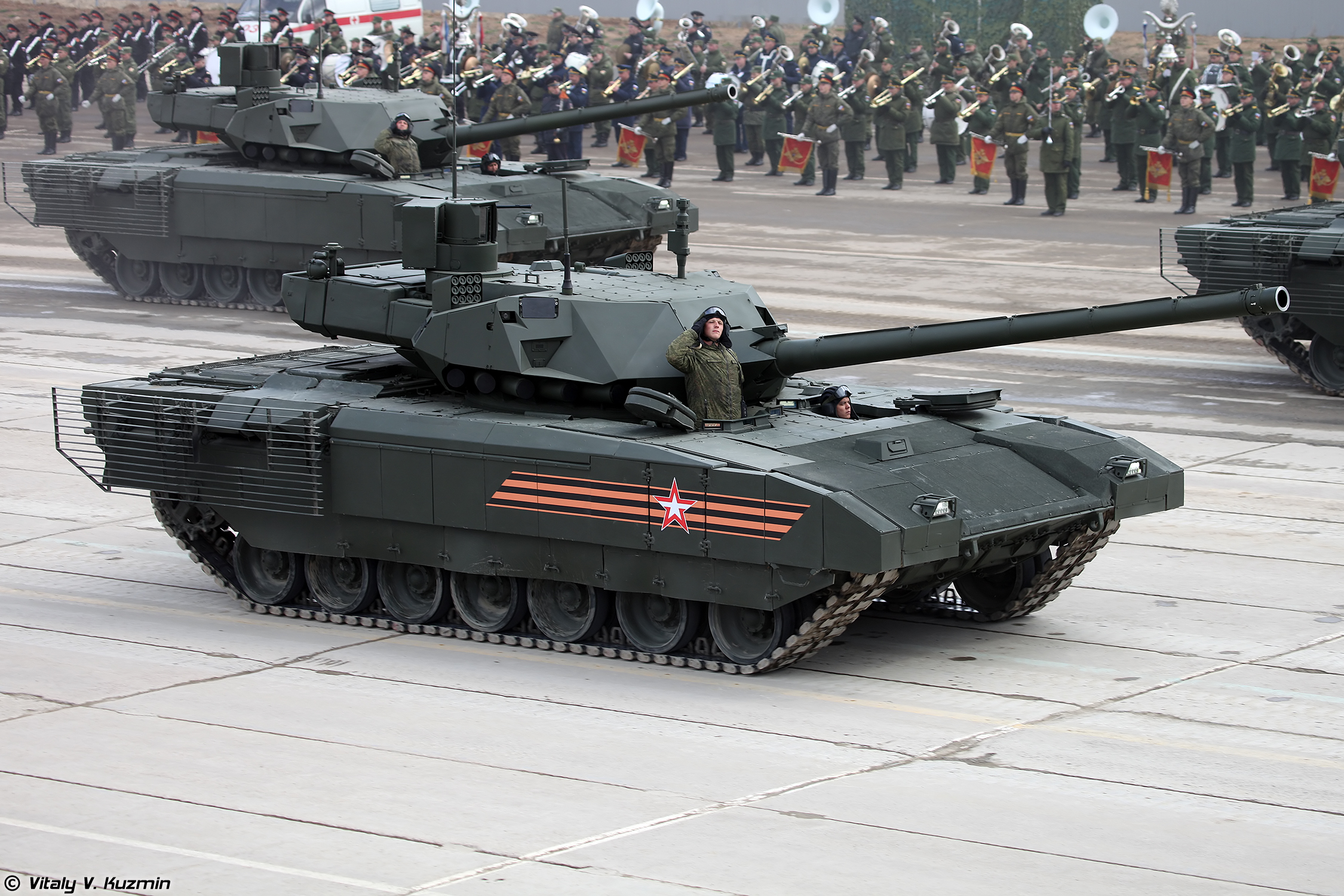
T-14 Armata, le nouveau modèle de char russe dévoilé en 2015.

Pendant la Seconde Guerre mondiale, l'URSS développe les chars spécialisés sur les bases des meilleurs châssis de ses blindés d'assaut : par exemple le canon automoteur ISU-152, établi sur châssis de KV-1 ou JS-2. Le dernier char développé pendant la guerre, le JS-3, ne fut remplacé que par l'avènement du T-55 en 1960.
Le char d'assaut T-72 constitue le best of des ingénieurs en mécanique du CMI soviétique ; produit à partir de 1971, il est l'homologue du char M60 Patton américain et du char Leopard 1 ouest-allemand ; il sera décliné en quatre générations, la dernière aboutissant au T-90 commercialisé par les vendeurs d'armements de la Russie contemporaine. Le T-72 équipait l'armée de la fédération de Russie à hauteur de 5 000 unités, comprenant 2 000 en service actif et le reste en réserve. Ce char a été employé dans 40 pays de par le monde.
La Russie reste le principal producteur de chars de combat dans le monde (hors Chine dont les chiffres de la production sont inconnus mais supposés équivalents à ceux de la Russie) avec un record de 175 T-90 produits en 2008 soit la moitié de la production mondiale (hors Chine et Corée du Nord).

#### Armes légères
En 2001, l’industrie russe des armes légères produit entre 500 000 et 1 million d’armes à feu par an et emploie environ 50 000 personnes dans 6 grandes entreprises, dont l'usine de construction mécanique de Kovrov. Parmi les armes légères soviétiques antérieures on trouve le fusil SVD et le fusil d'assaut AK-47 kalachnikov, si fiable et robuste qu'il devint populaire au point d'être piraté et reproduit en copie conforme par toutes les guérillas des années 1970.

### Industrie aéronautique

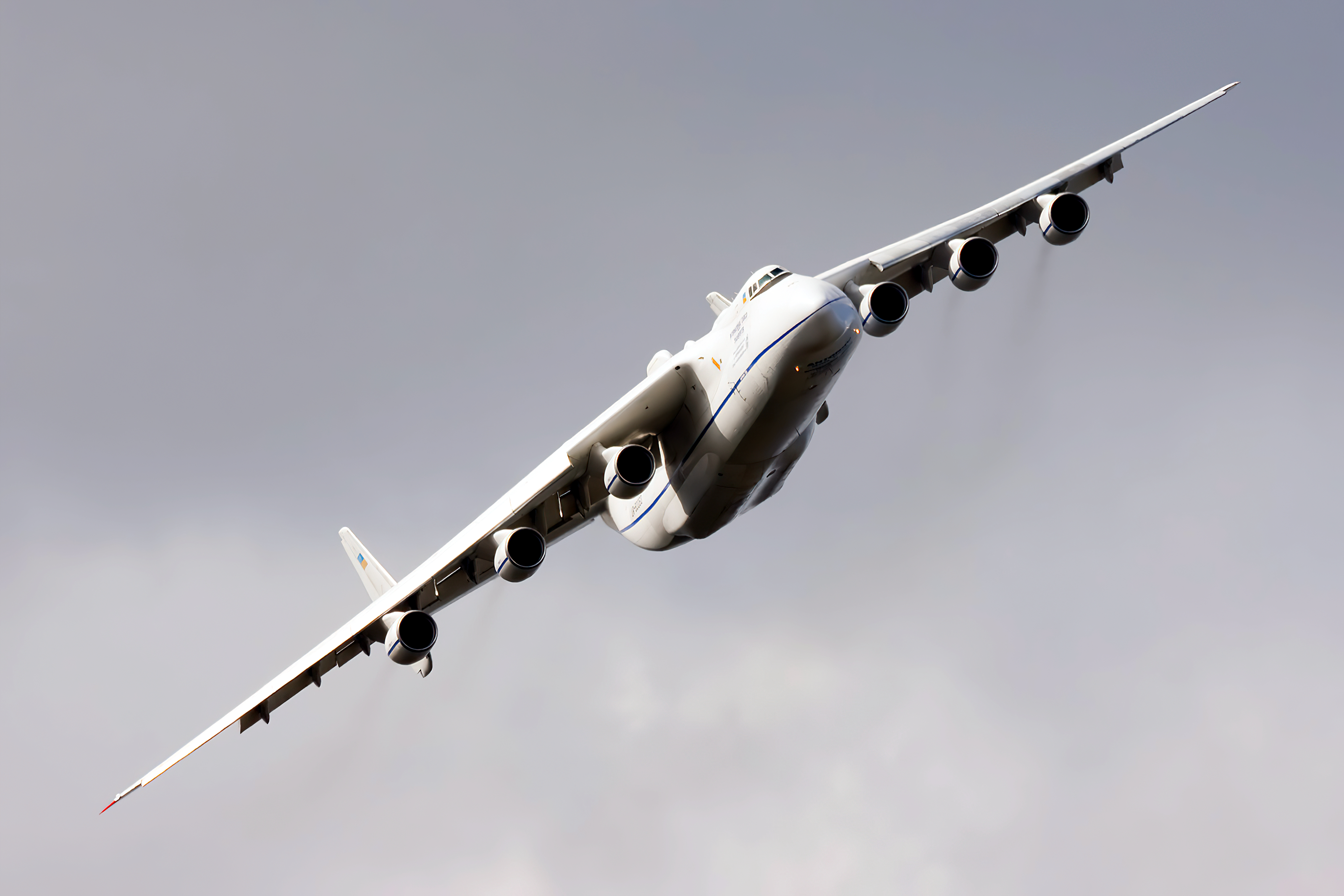
Le cargo An-225 Mriya (en ukrainien : Антонов Ан-225 Мрія, code OTAN : cosaque), construit à un unique exemplaire, est considéré comme le plus gros avion de transport du monde ; seuls le Stratolaunch et le Hughes H-4 Hercules le surpassent en termes d’envergure.

La filière aéronautique soviétique remonte, à compter du premier plan quinquennal, d'une adaptation des premiers modèles de l'aviation française effectuée à l'usine Dux (en).
Les premières réalisations des bureaux d'études ont permis d'équiper l'armée de l'air comme l'Aeroflot, compagnie d'aviation civile d'État instaurée en 1932.
Partant du bureau d'études 155 émanant de l'usine aéronautique no 1 Aviakhim dans les faubourgs de Moscou où les Yak-3 étaient produits, les ingénieurs Mikhaïl Gourevitch et Artem Mikoyan dirigent les premiers contributeurs qui formeront l'entreprise MiG ; cette dernière atteindra la notoriété après-guerre en fournissant les aéronefs à réaction équipant l'armée de l'air soviétique pendant la guerre froide. Son site d'implantation est la ville secrète de Nijni Novgorod, dans laquelle le bureau d'études a été temporairement déplacé pour raisons de sécurité lorsque l'invasion allemande s'approchait de Moscou.
Leur première réalisation, le MiG-9, apparaît après avoir réalisé le reverse engineering des réalisations allemandes capturées pendant l'occupation soviétique de l'Allemagne nazie, notamment les Messerschmitt (Me 262 et Komet en tête). Le MiG est si prometteur que le prototype d'avion à réaction du bureau d'études concurrent, le Yak-15 de Yakovlev, est abandonné. C'est le premier d'une longue série, la remontée de filière dépasse la technologie du concurrent capitaliste avec le MiG-25 qui abat le record de vitesse Mach 3 supersonique.
Les MiG de la guerre froide ne sont que les successeurs d'un ensemble de bureaux d'études du secteur de l'avionique qui s'est illustré dans les airs pendant la Grande Guerre patriotique. La plupart sont devenus des constructeurs aéronautiques du marché actuel.
L'énumération suivante indique le numéro de l'OKB, son fondateur, l'entreprise aéronautique qui en découle, le code préfixe désignant les modèles d'avions, et un avion emblématique :
- OKB-??? : Nikolaï Polikarpov, Polikarpov <pas de code> : chasseur I-16 Ishak (guerre d'Espagne)
- OKB- 23 : Vladimir Miassichtchev, Miassichtchev, M : bombardier M-4, code OTAN Bison, homologue du B-52 américain
- OKB- 39 : Sergueï Iliouchine, Iliouchine, Il : principal constructeur civil et militaire de l'entre-deux-guerres ; également le bombardier à réaction Il-28.
- OKB- 49 : Gueorgui Beriev, bureau d'études Beriev, Be : avion de reconnaissance amphibie Beriev MBR-2 (développe la filière soviétique d'hydravions)
- OKB- 51 : Pavel Soukhoï, Soukhoï, Su : Su-24, en réponse au F-111
- OKB-115 : Alexandre Sergueïevitch Yakovlev, Yakovlev, Yak : chasseur Yak-3 Moustique conférant la supériorité aérienne sur la Luftwaffe
- OKB-153 : Oleg Antonov, Antonov, An : quadrimoteur cargo An-22, le plus grand du monde à sa conception
- OKB-155 : Mikhaïl Gourevitch & Artem Mikoyan, RSK MiG, MiG : chasseur à réaction MiG-29
- OKB-156 : Andreï Tupolev, Tupolev, Tu : bombardier biréacteur Tu-16
- OKB-276 : Nikolaï Kouznetsov, Kouznetsov, NK : moteurs et turbines pour l'aviation
- OKB-301 : Semion Lavotchkine, Lavotchkine, LaGG : chasseur LaGG-3
- OKB-478 : Alexandre Ivtchenko, Vedeneïev, ?? : moteurs d'avions M-14

De nombreux sites industriels sont créés pour la construction aéronautique, ceux de l'Association de construction aéronautique de Tachkent fabriqueront près de 10 000 avions de transport avant sa faillite en 2014.
Pour une liste plus exhaustive des avions conçus, on peut consulter la liste des avions soviétiques de la montée de la guerre froide.
La réputation d'excellence technique de la filière aéronautique russe se poursuivra jusque l'avènement de l'avion furtif, où elle est représentée dans le film hollywoodien Firefox sorti en 1982, alors que ce sont les Américains qui développèrent le plus ces modèles. Le pitch repose sur la menace d'un avion fictif MiG-31 (code OTAN Firefox) (en), invisible aux radars et au déclenchement d'armes par la pensée, alors que le MiG-31 (code OTAN Foxhound) réellement mis en service en 1981 était un tout autre avion.
Cette structure évolue dans la Russie contemporaine avec la mise en place de l'OAK.

### Balistique

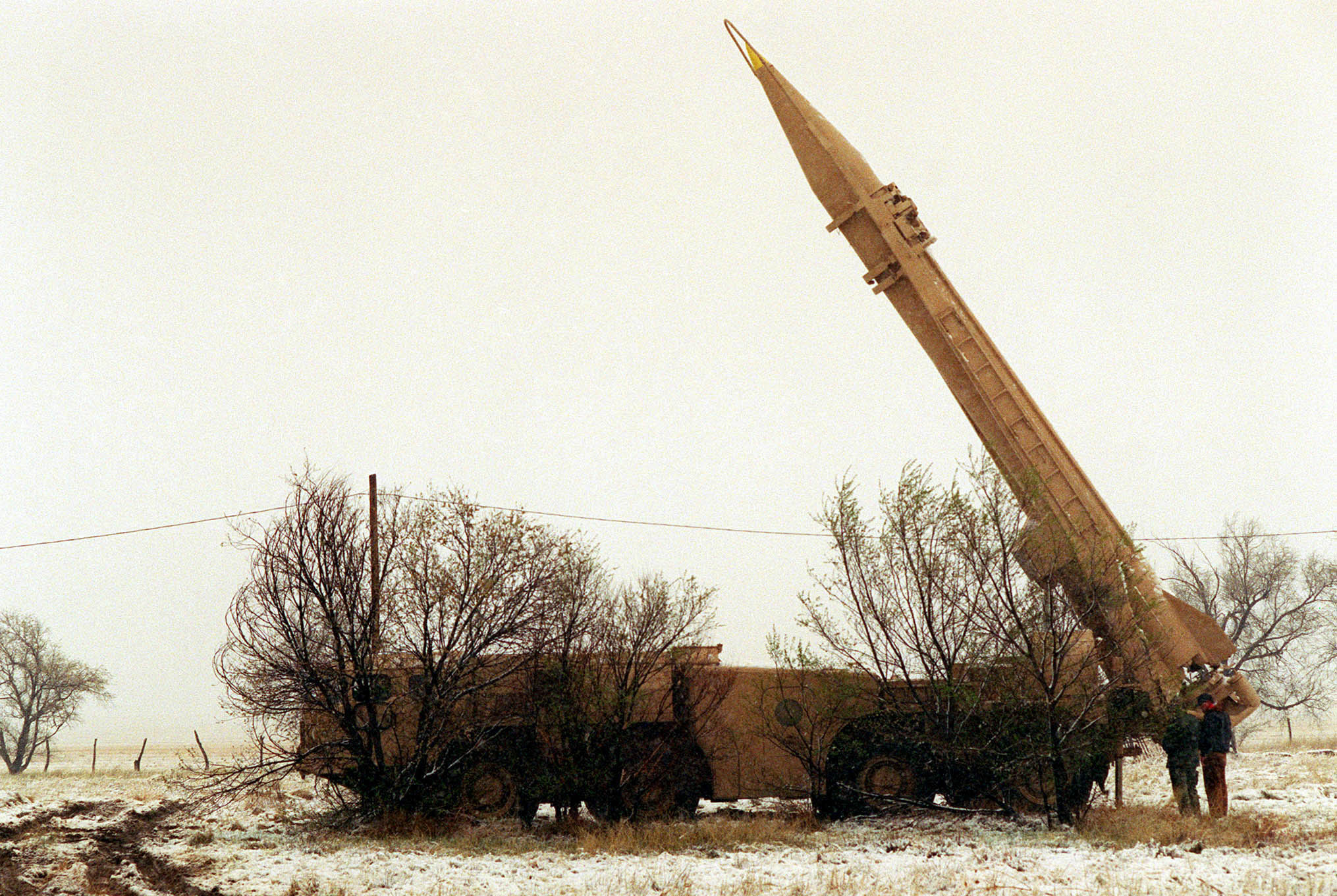
Rampe mobile de lancement d'un Scud. Comme les lanceurs de l'aérospatiale, les missiles balistiques soviétiques proviennent du R-1, qui fut la copie conforme du V-2 allemand.
Photo prise lors des manœuvres combinées « Roving Sands » à Roswell au Nouveau-Mexique en 1997.

Reprenant les travaux de la filière balistique allemande à partir des missiles V2, les ingénieurs soviétiques poursuivent la recherche en balistique en développant la filière des missiles R. La version 7 connaît un retentissement international le 4 octobre 1957 lorsque le personnel de la Maison-Blanche réveille le président américain Eisenhower, en lui apprenant qu'un objet nommé Spoutnik circule en orbite au-dessus de sa tête ; c'est la fusée R-7 Semiorka construite à l'usine Progress de Samara, développée initialement pour porter une ogive nucléaire, qui l'a lancé.
Les militaires furent constamment présents dans les deux camps dans la compétition technologie visant à la perspective de la conquête spatiale.
La filière technologique balistique s'applique également avec notoriété dans la défense antiaérienne, avec une série de missiles SAM produits, auxquels s'ajoutent des véhicules de commandement (ex : Polyana-D4).
Dans le plus grand secret, une filière visant à développer un armement biologique s'établit à Sverdlovsk, ville secrète depuis les relocalisations industrielles de la Grande Guerre patriotique, à côté d'une usine de production de missiles. Ces travaux, entrant dans le cadre de Biopreparat, sont entrepris à partir de documents trouvés dans le complexe de guerre biologique de l'empire du Japon, pendant l'occupation de la Mandchourie par l'Armée rouge en 1945. Les autorités soviétiques font tout pour masquer la responsabilité de cette filière lorsque la population locale est frappée par des fuites et développe la maladie du charbon. L'incident survient en 1979, après la ratification par l'URSS de la convention sur l'interdiction des armes biologiques. C'est par une déclaration du président Eltsine en 1992, en tant qu'ancien édile de l'oblast de Sverdlovsk, que les détails concernant cette contamination sont sortis du couvert de la raison d'État.
Sur le plan militaire, le déploiement des missiles (code OTAN) SS-20 Saber fut le prélude à la crise des euromissiles dans les années 1980 en Europe ; ces missiles héritent du R‑12 Dvina de 1959, qui lui aussi correspond à la filière des missiles R suscitée.

### Spatiale
Le nom de Sergueï Korolev, gommé dans l'historiographie sélective soviétique, est une figure incontournable du sujet. Associé à Valentin Glouchko qui contribue à la propulsion, ils fondent l'astronautique soviétique dans les années cinquante. La mise au point de la filière ne fut pas sans difficulté, des tragédies avec pertes humaines furent vécues (telle la catastrophe de Nedelin, occurrence en 1960, secret d'État jusqu'en 1990.).

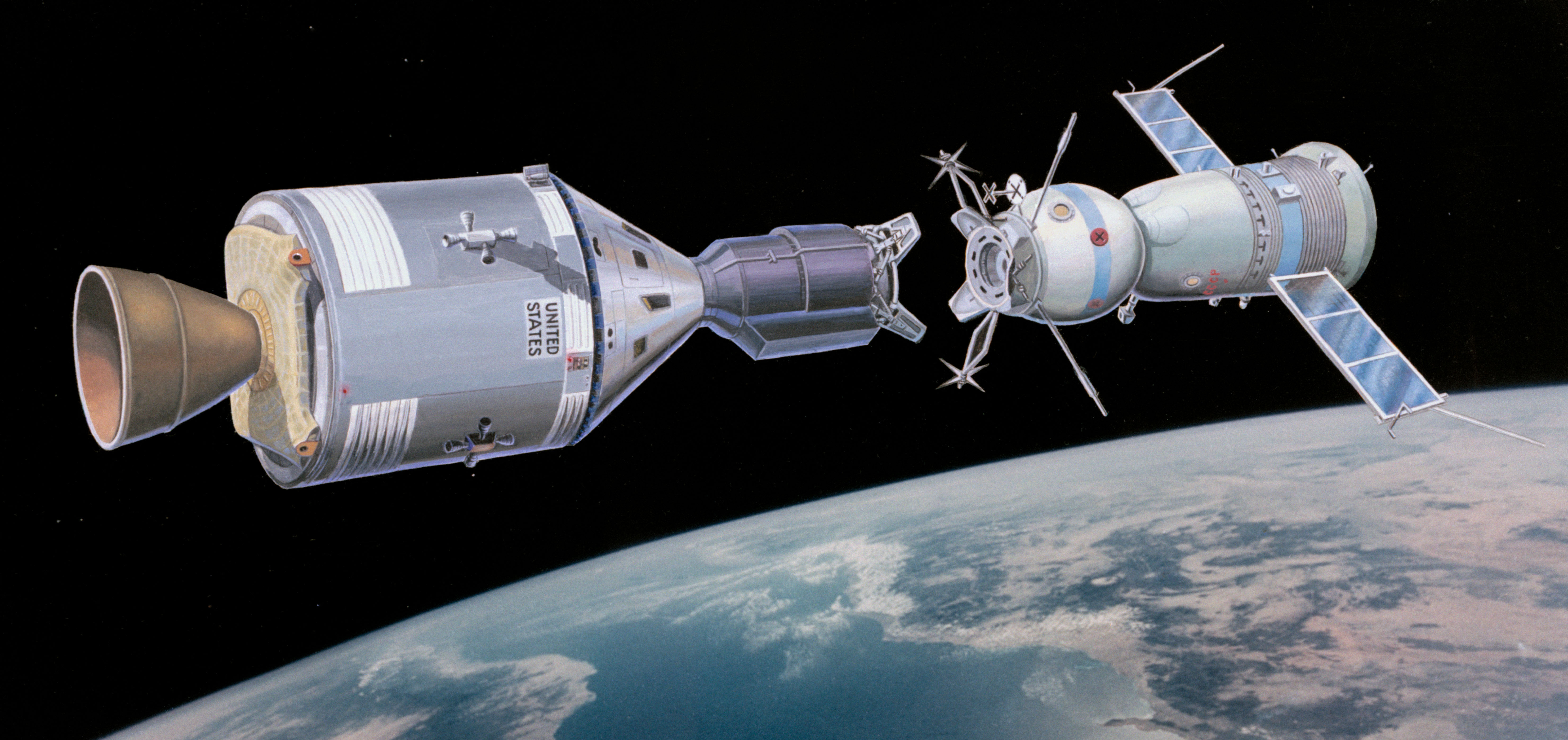
La mission Apollo-Soyouz en 1975 montre que dans le domaine scientifique et spatial, les ennemis de la guerre froide peuvent s'entendre plus que symboliquement, et même coopérer pour parvenir à une interconnexion. Le schéma envisagé vaut plus qu'une poignée de main.

Leurs travaux se parachèvent le 12 avril 1961 lorsque la fusée Vostok 1 propulse Youri Gagarine dans l'espace.
La première génération des fusées Soyouz opère 39 lancements de 1967 à 1980.
Il existe en Occident un courant d'analystes en géopolitique qui développe une théorie sur les causes de l'effondrement de l'Union soviétique, selon laquelle lui serait attribuable la compétition effrénée avec le bloc occidental sur les plans spatiaux en première instance, de la production de missiles voire d'armements conventionnels ensuite, qui aurait mené à un déséquilibre en y affectant trop de ressources au détriment d'autres secteurs de l'économie soviétique.
La dislocation de l'URSS a, de toute manière, posé un problème de tutelle stratégique à la Russie pour les sites localisés dans les ex-républiques, notamment le Cosmodrome de Baïkonour, site historique situé au Kazakhstan. Si Boris Eltsine a tenté en 1997 de relocaliser l'activité en Russie même au cosmodrome de Svobodny, l'investissement s'est avéré trop lourd pour tout déplacer.

## Situation à la fin de l'Union soviétique
Le CMI soviétique représentait entre 1985 et 1990 :
- plus de 14 millions d'employés ;
- 80 % de l'industrie ;
- 6 000 entreprises ;
- + de 50 % du Produit national brut.

L'industrie de défense proprement dite absorbait 20 % du revenu national, 8 % du produit intérieur brut et 47 % des dépenses publiques pour les besoins de l'Armée rouge.
La production soviétique d’armes était la plus importante du monde. En 1981 : 2 500 chars dans quatre usines, 3 500 pièces d'artillerie, 1 700 avions de combat, 750 hélicoptères, 9 sous-marins, 475 missiles balistiques (IRMB, ICBM).
Une dizaine de « villes secrètes » étaient directement gérées par l'État dont 5 situées dans l'Oural, mais les plus grands centres du CMI sont Moscou, Léningrad et Ekaterinbourg.
En ce qui concerne les armements nucléaires, l'URSS, grâce à l'espionnage industriel et aux efforts entre autres des chercheurs de l'Institut panrusse de recherche scientifique en physique expérimentale a maintenu la parité avec les États-Unis jusqu'aux années 1970.
Ses forces armées totalisèrent 5 millions de combattants d'active et 25 millions de réservistes entraînés. L'armée rouge fut totalement motorisée et constamment rééquipée en fonction de l'innovation technologique, en chars, canons, véhicules de transport et systèmes de communication. Elle disposa de la plus grande flotte aérienne de tous les temps, de la plus grande flotte de sous-marins nucléaires du monde, et dans les années 1980 d'une flotte de navires de surface largement supérieure en tonnage à celle des États-Unis, à l'exception des porte-avions.

## Russie postsoviétique

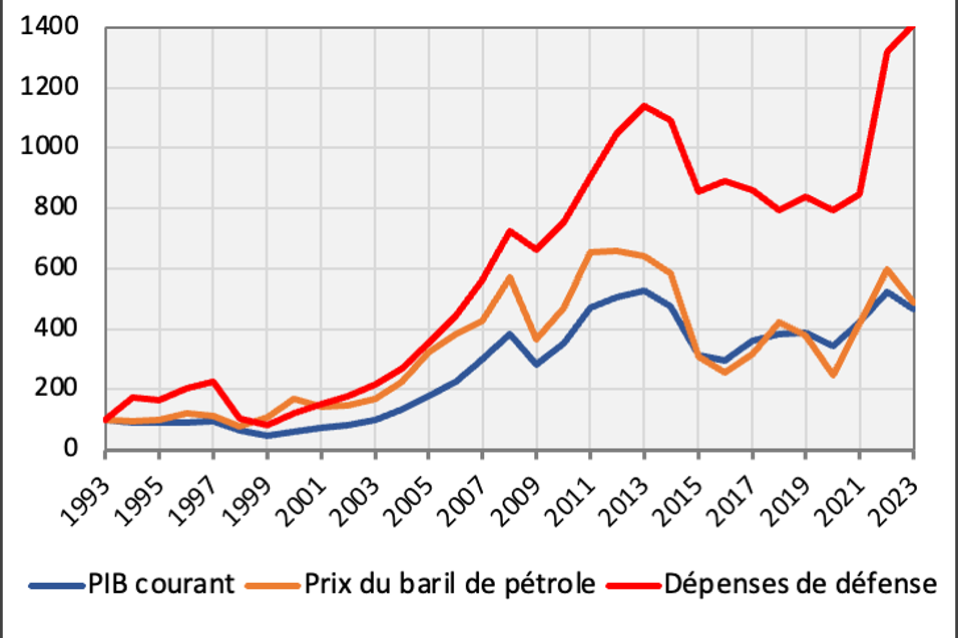
Graphique d'évolution comparée sur une base 100 en 1989 du PIB et des dépenses de défense (base 100 en 1993) de la Russie et du prix du baril de pétrole brut sur le marché mondial.

Après la dislocation de l'URSS et l'apparition de républiques indépendantes, le CMI fut très fortement réduit.
Le passage de l'ère étatique au capitalisme « à la russe », en passant par la période de transition des oligarques, a été très délicat compte tenu du caractère éminemment stratégique du secteur. L'époque de rumeurs concernant des trafics d'armes dans les républiques périphériques provenant de bases militaires en état de quasi-abandon, qui résultait de cette période de transition, est désormais révolue.
Le secteur de l'armement tire maintenant l'essentiel de ses revenus de l'exportation et des rénovations des équipements des Forces armées de la fédération de Russie.
Le CMI russe est revenu, depuis 2002 environ, à l'avant-scène de la stratégie globale de la Russie, aussi bien dans le plan politique qu'économique. Si, durant la guerre froide, l'URSS livrait à prix coûtant et même gratuitement de nombreux matériels aux « pays frères », la Russie le vend désormais à des pays en mesure de payer comme la Chine, l'Inde et l'Algérie. Commercialisées par l'agence Rosoboronexport, elles attirent même des pays alliés des États-Unis tels que la Grèce, la Corée du Sud ou les Émirats arabes unis. Les ventes d'armes russes ont atteint 10,4 milliards de dollars américains en 2010 et 13,2 milliards en 2011.
Il rencontre des difficultés dans le renouvellement de plusieurs catégories de systèmes d'armes du fait que plusieurs entreprises majeures étaient implantées dans des républiques désormais indépendantes et de l'incapacité de l'État russe de pourvoir simultanément à toutes les modernisations nécessaires de l'arsenal hérité de l'URSS. Exemple avec la construction navale de navires de surfaces plus lourds que des destroyers qui est en panne depuis la création de la fédération de Russie, les plus grands chantiers navals étant en Ukraine, ce qui a conduit à un rapprochement avec la France à la fin des années 2000 avec la finalisation en 2011 de l'achat de quatre bâtiments de débarquement de la classe Mistral dont les deux derniers auraient dû être construits en Russie avec l'expertise française. Le contrat étant finalement annulé à la suite de l'annexion de la Crimée.
En octobre 2011, Vladimir Poutine annonce un plan de modernisation de son industrie de défense de 400 milliards de roubles (10,2 milliards d'euros) sur trois ans. 1 700 usines d'armement devaient être radicalement modernisées. La Russie compte dépenser durant la décennie 2010 un total de 20 000 milliards de roubles (460 milliards d'euros) en nouveaux armements.
En 2016, il représente 50 % de la production brute de l'industrie manufacturière et 30 % de ses ressources humaines.
En 2017, Almaz-Antei se place au 10e rang des entreprises mondiales du secteur de l'armement (hors CMI chinois dont les entreprises ne publient pas de données) avec un chiffre d'affaires de 8,6 milliards de dollars (+ 17 % par rapport à 2016). C'est la première fois que la Russie parvient à hisser l'une de ses entreprises dans le top 10. Neuf autres groupes d'armement russes figurent dans le classement des cent premiers producteurs mondiaux.
La loi américaine Countering America’s Adversaries Through Sanctions Act sanctionne les achats d’armements russes par tout pays ou entités.